# Вествуд Шорс (Тексас)
Вествуд Шорс (енгл. Westwood Shores) насељено је место без административног статуса у америчкој савезној држави Тексас.

## Демографија
По попису из 2010. године број становника је 1.162.
| Група             | 2000.    | 2010.         |
| Белци             | 0 (0,0%) | 1.110 (95,5%) |
| Афроамериканци    | 0 (0,0%) | 5 (0,4%)      |
| Азијати           | 0 (0,0%) | 2 (0,2%)      |
| Хиспаноамериканци | 0 (0,0%) | 32 (2,8%)     |
| Укупно            | 0        | 1.162         |